# Bell X-16
Il Bell X-16 era la denominazione di un progetto per la realizzazione di un aereo da ricognizione ad alta quota realizzato dall'azienda statunitense Bell Aircraft Corporation negli anni cinquanta e che non si concretizzò mai nella produzione di serie.

## Storia del progetto
Alla fine del 1952 l'United States Air Force si trovò nella necessità di dotarsi di un velivolo da impiegare in missioni di ricognizione fotografica ed elettronica al di là dei confini dell'Unione Sovietica e dei paesi suoi satelliti. Le caratteristiche di tangenza, cioè di massima altitudine raggiungibile, dovevano essere tali da permettergli di sfuggire ad ogni tipo di intercettazione sia aerea che missilistica.
Nel marzo del 1953 l'USAF contattò direttamente e segretamente, nell'ambito di uno studio denominato MX-2147, la Bell Aircraft e la Fairchild Aircraft, invitandole a presentare progetti per un nuovo aereo capace di volare ad almeno 21340 metri di quota a velocità subsonica e con un raggio d'azione di circa 2400 chilometri. Nello stesso tempo fu dato mandato alla Martin Aircraft di migliorare le prestazioni del bireattore RB-57, versione statunitense dell'English Electric Canberra, che già volava per conto dell'aeronautica militare, per consentirgli di svolgere lo stesso tipo di missione.
Nel gennaio successivo le ditte risposero sottoponendo le loro proposte: quella della Fairchild, denominata M-195, riguardava un monoreattore ad ala dritta di concezione tradizionale. A questo progetto la Bell opponeva il suo Model 67: un bireattore dalle caratteristiche ben più moderne e tecnologicamente avanzate, caratterizzato da un'ala a freccia di spessore molto sottile, ma molto allungata cui erano appesi i due motori contenuti in gondole pressoché cilindriche. Quanto alla Martin, questa presentò un rifacimento dell'RB57, ma con un'ala molto più grande, da cui sarebbe nato l'RB57-D. Il propulsore previsto per tutti e tre i progetti sarebbe stato il turbogetto Pratt & Whitney J57, ottimizzato per volare nell'aria rarefatta delle alte quote.
Il duello a distanza tra Bell e Fairchild si risolse più di sei mesi dopo, quando il Model 67 della Bell fu dichiarato vincitore e ne fu autorizzato lo sviluppo con la designazione ufficiale di X-16, allo scopo di mascherare le finalità spionistiche del progetto (la sigla X viene solitamente conferita ad aeromobili sperimentali); a ciò fece seguito la firma di un contratto per la produzione di ventotto esemplari di serie.
Erano passati poco più di due mesi dalla stipula dell'accordo con la Bell quando comparve, non richiesto, un ulteriore progetto di ricognitore d'alta quota, il CL-282, a firma del prestigioso capo-progettista della Lockheed Aircraft Clarence "Kelly" Johnson, progetto dal quale sarebbe derivata la nota famiglia di aerei spia americani U2 / TR1.
Il progetto Lockheed, peraltro, venne inizialmente respinto dall'USAF, già impegnata con Bell e Martin, per lo stesso tipo di velivolo, ma "Kelly" Johnson, che vantava numerose amicizie all'interno delle forze armate e del governo statunitense, riuscì a provocare l'interesse della CIA, a sua volta impegnata nella ricerca d'informazioni sul potenziale militare e industriale dell'Unione Sovietica. Così, alla fine del 1954, la Lockheed ottenne l'approvazione del progetto e il 9 dicembre di quell'anno fu firmato un contratto da cinquantaquattro milioni di dollari, in gran parte tratti dal budget della stessa CIA, per venti aerei di serie.
Lo sviluppo del Bell X-16, soprannominato Bald Eagle (aquila calva) e del Lockheed U2 "Dragon Lady" procedettero parallelamente, più speditamente il secondo, più stentatamente il primo (il Martin RB57-D, dal canto suo, divenne operativo alla fine del 1955), tanto che verso la metà del 1956 l'USAF decise la cancellazione del programma X-16, divenuto un inutile e costoso "alter ego" dell'U2.
La frustrazione in casa Bell per essere stati prima scavalcati e poi esclusi fu notevole anche se, obiettivamente, lo sviluppo del loro aereo procedeva quanto mai a rilento: nel corso del 1954 era stato presentato un modello statico in grandezza naturale e, al momento della cancellazione del progetto, il primo prototipo era stato completato solo all'80%, molto in ritardo rispetto al rivale U-2 che volava già da parecchi mesi.
In seguito lo sviluppo del Bell X-16 fu del tutto abbandonato e il suo progetto cadde nell'oblio. Nessuna "aquila calva" si sarebbe staccata dal suolo.